# Goody☆goody
goody☆goody（グッディーグッディー）は、ミュージックバードで、2006年8月6日から2008年3月30日まで放送されていた番組。放送時間は、毎週日曜日の17:00-17:55（JST）。また、一部のコミュニティ放送局でもネットされていた。

## 概要
石川よしひろをパーソナリティとして「goody」と感じたことについてトークを繰り広げる。

## タイムテーブル
- 17:00-17: オープニング
- 17:-17:55 エンディング